# Thoiry (Yvelines)
Thoiry is een gemeente in het Franse departement Yvelines (regio Île-de-France) en telt 1093 inwoners (2005). De plaats maakt deel uit van het arrondissement Rambouillet.

## Geografie
De oppervlakte van Thoiry bedraagt 7,1 km², de bevolkingsdichtheid is 153,9 inwoners per km².
De onderstaande kaart toont de ligging van Thoiry (Yvelines) met de belangrijkste infrastructuur en aangrenzende gemeenten.

## Demografie
Onderstaande figuur toont het verloop van het inwonertal (bron: INSEE-tellingen).